# پدرو اوریو
پدرو اوریو (اسپانیایی: Pedro Horrillo‎؛ زادهٔ ۲۷ سپتامبر ۱۹۷۴) دوچرخه‌سوار اهل اسپانیا است. وی در مسابقات تور دو فرانس و جیرو دیتالیا شرکت کرده است.